# Madina Sacko
Madina-Sacko est une localité et une commune rurale malienne, chef-lieu d'arrondissement dans le cercle de Banamba, et la région de Koulikoro.
(Villages de Madina-Camara, Cercle de Diangounté).  
(Commune de Madiga-Sacko, Cercle de Diangounté).
(Commune de Madina, Cercle de Kita) Région de Kita).

## Villages
La commune s'étend sur 28 localités relevées lors du recensement général de 2009. 
Les villages les plus peuplés sont :
- Madina Sacko (3 555 habitants) ;
- Tota Bambara (2 714 habitants) ;
- Néguéssébougou (2 255 habitants).